# Cherrocrius bruchi
Cherrocrius bruchi är en skalbaggsart som beskrevs av Berg 1898. Cherrocrius bruchi ingår i släktet Cherrocrius och familjen långhorningar. Inga underarter finns listade i Catalogue of Life.